# Карельская государственная педагогическая академия
Карельская государственная педагогическая академия (КГПА) — федеральное бюджетное государственное образовательное учреждение высшего профессионального образования, расположенное в Петрозаводске (республика Карелия). Первое высшее учебное заведение, созданное в Карелии 24 августа 1931 года как Карельский государственный педагогический институт (КГПИ). В феврале 2013 года КГПА реорганизована путём присоединения к Петрозаводскому государственному университету. На момент окончания самостоятельного существования КГПА в её составе были 9 факультетов и обучалось около 4000 студентов и аспирантов.

## История

### Довоенный период (1931—1941)
24 августа 1931 года Совет Народных Комиссаров КАССР принял постановление об организации Карельского государственного педагогического института (КГПИ). КГПИ стал первым высшим учебным заведением в республике Карелия. В сентябре КГПИ начал работу в составе физико-технического отделения, на которое были приняты 48 человек. В первый же год работы отделение было преобразовано в полноценный физико-математический факультет. Первыми преподавателями стали А. А. Райкурус, А. В. Мельников и А. Ю. Педдер . Первым директором института был назначен Иван Андреевич Вихко.
1932 году на базе КГПИ был открыт факультет естествознания. В том же году к КГПИ был присоединён педагогический рабочий факультет. В 1933 году были открыты исторический и филологический факультеты, и началась подготовка специалистов по заочной форме обучения. В 1934 при Карельском педагогическом институте был создан двухгодичный учительский институт, включивший в себя физико-математический, исторический и филологический факультеты. На данных курсах велась подготовка учителей для семилетних школ.
С 1 декабря 1935 года КГПИ был реорганизован в Карельский государственный педагогический и учительский институт. В том же году было начато строительство дополнительного корпуса института по ул. Ленина, 29. А в 1936 году в учительском институте было открыто вечернее отделение. В этом же году М. Я. Марвиным была защищена кандидатская диссертация — для самого вуза она стала первой. В 1939 году при кафедре физики была открыта аспирантура. Руководил ей М. К. Куренский. Первыми же аспирантами стали Р. Нисконен и А. Ипатов.
30 марта 1940 года КГПИ был снова переименован. На этот раз он получил название — «Карело-Финский государственный педагогический и учительский институт», который 1 сентября 1940 года был преобразован в Карело-Финский государственный университет. Позже он приобрёл окончательное название Петрозаводский государственный университет (ПетрГУ), который существует и активно развивается и сегодня. В том же 1940 году из состава педагогического института был выделен учительский институт.

### Время Великой Отечественной войны (1941—1945)
Из-за финской оккупации с 1941 по 1944 года работа в Карело-Финского университета была приостановлена. Но уже в 1943 был восстановлен и начал свою работу в городе Кемь учительский институт, открыто заочное отделение. Приём в тот год провели одновременно на первый и второй курсы. На 1 курсе были сформированы три учебные группы по специальностям «русский язык и литература», «математика и физика», «естество-знание, география и химия» и одна группа на 2 курсе, сформированная из числа тех, кто окончил первый курс довоенного учительского института по специальности «русский язык и литература». В 1944 году, после освобождения Петрозаводска, институт был переведён в Петрозаводск.

### Послевоенный период (1945—1991)

Вручение ордена «Знак Почёта», 1981 год

На базе учительского института 24 ноября 1951 года был организован Карело-Финский государственный педагогический институт (КФГПИ) с естественно-математическим и историко-филологическим факультетами и открыто заочное отделение педагогического института. Учительский институт прекратил существование в 1955. Тогда же естественно-математический факультет был преобразован в 2 факультета: физико-математический и естественно-географический. В 1956 КФГПИ переименовали в Карельский государственный педагогический институт. Уже на базе КГПИ вплоть до 1993 года стали непрерывно создаваться новые факультеты: физического воспитания, педагогики и методики начального обучения, иностранных языков, факультет технологии и предпринимательства, дошкольной педагогики и психологии, последним был создан факультет психологии в 1993 году.
1959 году отделение физического воспитания стало самостоятельным факультетом (ФФВ). В том же году Физико-Математический факультет осуществил первый выпуск учителей широкого профиля, и был заложен фундамент 40-квартирного жилого дома для преподавателей и сотрудников КГПИ. А в 1960 году была проведена первая в Карелии олимпиада школьников по математике. В 1961 году был введён в эксплуатацию новый учебный корпус (архитектор Ф. И. Рехмуков,) на улице Пушкинской, 17. При Физико-Математическом факультете была открыта юношеская математическая школа. А при кафедре физики создана экспериментальная лаборатория физики плазмы и физики твердого тела.
В 1966 году приказом Министерства просвещения РСФСР № 78 от 09.04.1966 институт с 1 апреля 1966 отнесён к вузам второй категории, образованы учебная и научная части. Образованы барофизиологическая лаборатория и лаборатория социально-педагогических исследований. В 1968 году состоялся первый пуск учителей немецкого и французского языков. В 1972 году начато строительство лабораторного корпуса, присоединённое впоследствии к корпусу на улице Пушкинской, 17. В 1976 приказом Министерства просвещения РСФСР институт отмечен в числе лучших среди педвузов России. В том же году факультет иностранных языков провёл зональную олимпиаду вузов Северо-Западной зоны по иностранным языкам, на которой студенты КГПИ заняли первые места по всем языкам. 1981 г. Указом Президиума Верховного Совета СССР от 09.10.1981 года институт награждён орденом «Знак Почёта».
В 1987 институту вручено переходящее Красное знамя Министерства Просвещения РСФСР и Российского совета профсоюзов работников просвещения, высшей школы и научных учреждений среди вузов второй категории, вручён кубок ВЦСПС за успехи в самодеятельном художественном творчестве. В 1990 подписанием договора о сотрудничестве между КГПИ и Колледжем Святой Схоластики (город Дулут, США) положено начало широким международным связям института, которые до реорганизации КГПА осуществлялись также с университетами Великобритании, Германии, Норвегии, Финляндии, Франции, Швеции. В том же году по итогам рейтинга, проведённого Министерством Просвещения РСФСР, среди ста педагогических вузов России институт занял высокое четырнадцатое место.

### Период после распада СССР (1991—2013)
1991 была открыта целевая аспирантура по специальности «Теория и история педагогики», образованы учебно-научно-педагогический центр в 1992 году и учебно-педагогический комплекс «Контакт» в 1995 году. В 1996 году институт переименован в Карельский государственный педагогический университет (КГПУ), а в 2009 — в Карельскую государственную педагогическую академию (КГПА).
В 2000 году были открыты филиалы КГПУ в городах Пудож и Сортавала. Но из-за слабой эффективности и финансового дефицита они были ликвидированы в 2003 году. В 2001 был создан попечительский совет университета, в 2002 открыт факультет дополнительного образования, начал функционировать региональный совет по защитам кандидатских и докторских диссертаций по специальности «Общая педагогика, история педагогики и образования» (в 2005 добавилась специальность «теория и методика профессионального образования»). А в 2003 году открылся региональный совет по защитам кандидатских диссертаций по специальностям «Биохимия» и «Физиология». Позже оба совета стали докторскими. На базе КГПА было проведено более 200 крупных научных конференций, издано около 1000 учебников, учебных пособий (множество из них издавались для школ) и монографий, десятки тысяч статей, в том числе в ведущих международных и российских изданиях. Правительством Карелии были утверждены программы развития КГПУ на 2002—2006 и 2008—2012 года.
Но в феврале 2013 года КГПА была реорганизована путём присоединения к Петрозаводскому государственному университету. Все 9 факультетов были присоединены к существующим факультетам Петрозаводского государственного университета. Позже, на основе объединения схожих факультетов бывшей КГПА и ПетрГУ, был создан ряд институтов: «Институт иностранных языков», «Институт физической культуры, спорта и туризма», «Институт педагогики и психологии». Физико-математический факультет (ставший самым первым в истории КГПА) был распределен между Математическим и Физико-техническим факультетами ПетрГУ.

## Ректоры
- Вихко, Иван Андреевич[11] — Директор-организатор КГПИ (1931—1932)
- Савельев, Пётр Ефимович — директор КГПИ (1932—1935), ректор КГПИ (1946)
- Сювянен, Эло Моисеевич — директор КГПИ (1936—1937)
- Грибков, Пётр Григорьевич — директор КГПИ (1937—1938)
- Митропольский, Константин Дмитриевич[12] — директор КГПИ (1938—1940 гг.)
- Роднянский, Михаил Маркович — Директор КФГУИ (1940—1941)
- Латушко, Виталий Ефимович
- Каган, Лев Мануилович — Директор КФУИ (1944—1945)
- Огиенко, Яков Иосифович — и. о. Директор КФУИ (1945—1946)
- Марвин, Михаил Яковлевич — и. о. Директор КФУИ (1946)
- Боев, Михаил Константинович — Директор КФГУ (1946—1950 гг.)
- Сулимин, Сергей Иванович — Директор КФГУИ (1950—1952)[13]
- Антонов, Василий Фёдорович — Директор КФГПИ (1953—1956 гг.)
- Шугрин, Михаил Васильевич — Ректор КГПИ (1956—1960 гг.)
- Ихалайнен, Пётр Иванович — Ректор КГПИ (1960—1962 гг., 1964—1975 гг.)
- Бескоровайный, Исай Илларионович — Ректор КГПИ (1962—1964 гг.)
- Бритвихин, Анатолий Николаевич — Ректор КГПИ (1975—1999 гг.)
- Брязгин, Валерий Фёдорович — Ректор КГПУ (1999—2008 гг.)
- Гриппа, Сергей Павлович — Ректор КГПА (2008—2013 гг.)

## Факультеты

### Естественно-географический факультет
История факультета

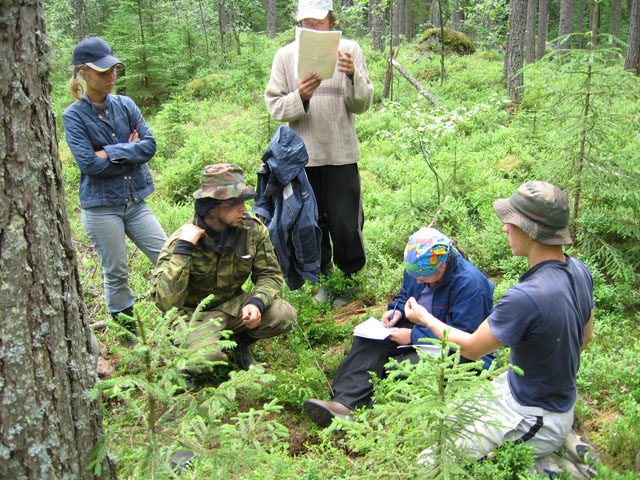
Студенты естественно-географического факультета на летней практике, 2010 год

В сентябре 1932 года начат приём на биологическое отделение. В декабре этого же года, параллельно с другими новыми кафедрами, открываются кафедры биологии и химии. 23 августа 1966 года распоряжением Совета Министров Карельской АССР (приказ № 367) образована биостанция в селе Святозеро Пряжинского района. Позже она была переименована в агробиологическую станцию (АБС). На базе агробиологической станции проводились научное-практические исследования студентов и учебная практика.
Направления подготовки
- Профиль «Биология»
- Профили «Химия» и «Биология»
- Профили «Химия» и «Экология»
- Профили «География» и «Биология»
- Профили «География» и «Английский язык»
- Профили «География» и «Экономика»

Кафедры
- Кафедра биологии и химии
- Кафедра географии

### Факультет иностранных языков
История факультета
Факультет иностранных языков создан в 1965 году в качестве самостоятельного факультета. До этого подготовка учителей иностранных языков осуществлялась на базе филологического факультета. Согласно приказу № 448 от 21 октября 1965 года, на третьем курсе немецкого отделения был введён второй язык — французский. В том же году была создана кафедра иностранных языков.
Направления подготовки
- Учитель немецкого и английского языков
- Учитель английского и французского языков
- Учитель английского и немецкого языков
- Учитель финского и английского языков

Кафедры
- Кафедра английского языка как второй специальности
- Кафедра английского языка как основной специальности
- Кафедра немецкого языка
- Кафедра финского языка
- Кафедра французского языка
- Учебная лингвистическая лаборатория

### Факультет начального образования
История факультета
В 1959 году на базе естественно-географического отделения было открыто отделение педагогики и методики начального обучения. В 1961 году отделение было преобразовано в самостоятельный педагогический факультет. На протяжении следующих десятилетий на базе педагогического факультета образовывались и разделялись кафедры, и в 1998 году факультет был переименован в факультет начального образования. 1 ноября 2007 года на факультете начального образования начала работу научно-исследовательская лаборатория теории и практики развития сельской школы Карелии «Сельская школа Карелии: теория и практика развития».
Направления подготовки
- Начальное образование
- Учитель математики и информатики (1-6 классы)
- Учитель родной словесности (1-6 классы)
- Социальная педагогика
- Коррекционно-педагогическая деятельность учителя

Кафедры
- Кафедра естественно-математических дисциплин и методик их преподавания в начальных классах
- Кафедра педагогики и психологии начального обучения
- Кафедра русского языка и методики его преподавания в начальных классах

### Факультет физической культуры
История факультета
В 1956 году на базе естественно-географического факультета было открыто отделение физического воспитания. В первый год приём абитуриентов составил 25 человек. Уже в 1959 году отделение физического воспитания стало самостоятельным факультетом. В 1962 году созданы кафедры теоретических основ физического воспитания и межфакультетная кафедра физического воспитания. А в 1968 году из состава кафедры теоретических основ физического воспитания была выделена кафедра спортивных дисциплин. В 1993 году кафедры факультета физического воспитания были преобразованы в три кафедры: теории и методики физического воспитания и гимнастики, методики преподавания легкой атлетики и зимних видов спорта, методики преподавания спортивных игр и плавания. В 1995 году факультет был переименован в факультет физической культуры.
Направления подготовки
- Специалист высшей квалификации по физической культуре и спорту

Кафедры
- Кафедра спортивных дисциплин
- Кафедра безопасности жизнедеятельности
- Кафедра физической культуры
- Кафедра теории методики физического воспитания и гимнастики

### Историко-филологический факультет
История факультета
В 1933 году в КГПИ был открыт набор на национальное историческое отделение и отделение языка и литературы. Позднее эти отделения были преобразованы в исторический и филологический факультеты. В 1952 году в рамках исторического и филологического факультета был начат набор на отделения русского языка и литературы, финского языка и литературы, истории, английского и немецкого языков, немецкого и английского языков. В 2005 году приказом № 225-а филологический факультет был переименован в историко-филологический (ИФФ).
Направления подготовки
- Учитель русского языка литературы
- Учитель истории

Кафедры
- Кафедра истории
- Кафедра литературы с учебно-исследовательской лабораторией русского фольклора
- Кафедра русского языка

### Физико-математический факультет
История факультета
Физико-математический факультет — первый факультет КГПИ, основанный 1 ноября 1931 года. Первоначально он назывался физико-техническим, но в первый же год работы был преобразован в физико-математический. Тогда на первый курс было принято 48 студентов. В 1932 году на факультете была образована кафедра математики и физики. В 1935 году состоялся первый выпуск факультета — 24 студента. В 1952 году были образованы кафедры физики, элементарной математики, высшей математики. В 2005 году при физико-математическом факультете была открыта лаборатория «Физика наноструктурированных оксидных плёнок и покрытий». В 2012 году на базе ФМФ была лицензирована магистерская программа «Наноструктурированные плёнки и покрытия» по направлению подготовки «Наносистемы и наноматериалы».
Направления подготовки
- Учитель физики
- Учитель математики
- Учитель информатики

Кафедры
- Кафедра математики, теории и методики обучения математике
- Кафедра информатики
- Кафедра теоретической физики и методики преподавания физики
- Кафедра экспериментальной и общей физики

### Факультет технологии и предпринимательства
История факультета
В 1986 году на основании распоряжения Министерства просвещения РСФСР отделение общетехнических дисциплин и труда физико-математического факультета преобразовано в самостоятельный факультет — факультет общетехнических дисциплин и труда, который затем преобразован в индустриально-педагогический факультет (ИПФ). В 1996 году на факультете была создана проблемная лаборатория моделирования дисциплин образовательной сферы «Технология», а в 1998 году индустриально-педагогический факультет был переименован в факультет технологии и предпринимательства (ТИП).
Направления подготовки
- Технология и предпринимательство
- Техника и техническое творчество
- Культура дома и декоративно прикладное творчество
- Художественные технологии и дизайн
- Изобразительное искусство
- Художественная графика и графическая композиция
- Дизайн окружающей среды

Кафедры
- Кафедра изобразительного искусства и дизайна
- Кафедра сспециальных дисциплин технической технологии и методики преподавания с учебно-методическими лабораториями
- Кафедра технологии с учебно-методической лабораторией технологии и дизайна

### Факультет дошкольной и социальной педагогики и психологии
История факультета
В 1986 году был открыт первый приём на отделение дошкольной педагогики и психологии при педагогическом факультете. В 1987 году была образована кафедра педагогики и психологии начального обучения, а через год кафедра была разбита на две отдельные кафедры: дошкольной педагогики и психологии и педагогики и психологии начального обучения. В тот же 1988 год отделение дошкольной педагогики и психологии было преобразовано в самостоятельный факультет дошкольной педагогики и психологии. Наконец, в 2004 году факультет дошкольной педагогики и психологии был переименован в факультет дошкольной и социальной педагогики и психологии.
Направления подготовки
- «Педагогика» с профилем «Детская практическая психология»
- «Педагогическое образование» с профилем «Дошкольное образование»
- «Психолого-педагогическое образование» с профилем «Психология и педагогика инклюзивного образования»
- «Психолого-педагогическое образование» с профилем «Психология и социальная педагогика»
- «Специальное дефектологическое образование» с профилем «Дошкольная дефектология»

Кафедры
- Кафедра дошкольной и социальной педагогики
- Кафедра физического и психического здоровья ребёнка

### Факультет психологии
История факультета
В 1993 году был открыт приём на специальность «Психология». В 1997 году психологический факультет получил статус самостоятельного структурного подразделения КГПУ. В 2004 году кафедра общей психологии была разделена на 2 кафедры: социальной психологии и общей психологии. Межфакультетская кафедра психологии была переименована в кафедру педагогической психологии и введена в состав факультета психологии, а кафедра общей и практической психологии была разделена на кафедру общей психологии и кафедру практической психологии образования.
Направления подготовки
- Психология
- Педагогика
- Психология образования
- Психология служебной деятельности

Кафедры
- Кафедра общей психологии с учебно-методической лабораторией общей психологии
- Кафедра практической психологии образования
- Кафедра социальной психологии

## Преподаватели

### Члены-корреспонденты Академии наук СССР
- Базанов, Василий Григорьевич, член-корреспондент Академии наук СССР
- Бубрих, Дмитрий Владимирович, член-корреспондент Академии наук СССР

### Члены Международной академии педагогического образования
- Брязгин, Валерий Фёдорович, академик Международной академии педагогического образования
- Гриппа, Сергей Павлович, академик Международной академии педагогического образования
- Предтеченская, Нина Васильевна, член-корреспондент Международной академии наук педагогического образования
- Федорова Е. Н., член-корреспондент Международной академии наук педагогического образования
- Шабаев, Игорь Григорьевич, член-корреспондент Международной академии наук педагогического образования

### Члены Балтийской педагогической академии
- Брязгин, Валерий Фёдорович, академик Балтийской педагогической академии
- Гриппа, Сергей Павлович, академик Балтийской педагогической академии

### Члены Петровской академии наук и искусств
- Гончаров, Иван Федорович, академик Петровской академии наук и искусств
- Ершов, Виктор Петрович, член-корреспондент Петровской академии наук и искусств
- Тюриков, Игорь Петрович, член Петровской академии наук и искусств
- Филатов, Николай Николаевич (недоступная ссылка), член Петровской академии наук и искусств

### Члены Российской академии наук
- Перель, Владимир Иделевич, академик Российской академии наук
- Чистов, Кирилл Васильевич, член-корреспондент Российской академии наук
- Титов, Александр Федорович, член-корреспондент Российской академии наук

### Члены других российских и международных академий
- Васильева, Зинаида Ивановна, действительный член Российской академии образования
- Высоцкая Р. У., член Нью-Йоркской академии наук
- Горанский, Анатолий Иванович, академик Российской академии медико-технических наук
- Прокуев, Владимир Анатольевич, член Нью-Йоркской академии наук
- Чумаков, Герман Владимирович, член-корреспондент Академии военно-исторических наук
- Филатов, Николай Николаевич (недоступная ссылка), член-корреспондент Международной академии экологической безопасности

## Выпускники академии
За время существования академии из её стен было выпущено около 40 000 специалистов. Большинство из них успешно работают в системе образования. Некоторые из выпускников стали известными государственными деятелями, учёными, руководителями учреждений образования, представителями мира искусства. Среди таких выпускников: председатель правительства республики Карелия Виктор Николаевич Степанов, председатель комитета ФСБ по Карелии генерал Василий Алексеевич Анкудинов, первый нарком просвещения Карелии Валентин Михайлович Парфенов и председатель союза работников просвещения, высшей школы и научных учреждений РСФСР Н. К. Прокофьев.
Неоценим вклад выпускников КГПА и в развитие спорта в Карелии. Среди известных спортсменов — выпускников КГПА, прославивших Карелию на международных аренах: многократная чемпионка мира и Олимпийских игр по лыжным гонкам, мастер спорта международного класса, Герой России Лариса Лазутина; чемпион мира и РФ среди студентов по борьбе самбо в 1996 году Максим Антипов; член сборной команды СССР по легкой атлетике И. Аполлонова; старший тренер сборной команды СССР по горным лыжам, участник двух олимпиад и трёх чемпионатов мира Юрий Иванов; чемпион СССР по боксу Николай Разумов, чемпион РСФСР по боксу в 1970 и 1975 годах Николай Куриков; абсолютный чемпион РСФСР по спортивной гимнастике в 1985 и 1987 годах Сергей Лисенков и мастер спорта международного класса Александр Баландин; чемпионка зимней универсиады в Лейк-Плэсиде 1972 года, чемпионка Европы, член сборной команды СССР с 1969 по 1973 годы О. Рокко; участник первенства мира в 1999 году и Олимпийских игр 2000 года по легкой атлетике А. Смирнов; чемпион РСФСР 1973, 1975, 1977 годов по метанию диска В. Титов и многие другие.